# Cercopimorpha meterythra
Cercopimorpha meterythra är en fjärilsart som beskrevs av George Francis Hampson 1898. Cercopimorpha meterythra ingår i släktet Cercopimorpha och familjen björnspinnare. Inga underarter finns listade i Catalogue of Life.